# Campoli Appennino
Campoli Appennino ist eine italienische Gemeinde in der Region Latium, Provinz Frosinone in Mittelitalien mit 1609 Einwohnern (Stand 31. Dezember 2023). Sie liegt 37 km nordöstlich von Frosinone und 119 km östlich von Rom.

## Geographie
Campoli Appennino liegt auf einem Hügel über dem Tal des Lacerno oberhalb von Sora am Rande des Parco Nazionale d’Abruzzo. Es ist Mitglied der Comunità Montana Valle di Comino.

## Bevölkerungsentwicklung
| Jahr      | 1861 | 1881 | 1901 | 1921 | 1936 | 1951 | 1971 | 1991 | 2001 |
| --------- | ---- | ---- | ---- | ---- | ---- | ---- | ---- | ---- | ---- |
| Einwohner | 1547 | 1612 | 1700 | 1592 | 1872 | 1890 | 1500 | 1815 | 1804 |

Quelle: ISTAT

## Politik
Pietro Annunzio Mazzone wurde im Mai 2006 zum Bürgermeister gewählt. Seit dem 12. Juni 2017 ist Pancrazia di Benedetto (Lista Civica: Insieme Per Il Bene Comune) neue Bürgermeisterin.

## Sehenswürdigkeiten
Campoli besitzt ein geschlossenes mittelalterliches Ortsbild, das noch von einer vollständigen Stadtmauer umgeben ist.
- Am höchsten Punkt des Ortes erhebt sich der 25 m hohe Turm der im 9. Jahrhundert auf einer älteren Basis von Landolfo d’Aquino errichtet wurde.
- Die mittelalterliche Pfarrkirche Sant’Andrea Apostolo wurde im 17. Jahrhundert barockisiert.
- Einen Kilometer außerhalb des Ortes steht in eindrucksvoller Landschaft die 1594 erbaute Kirche San Pancrazio.
- Im Gemeindegebiet sind die Reste eines antiken Aquädukts, des sogenannten Acquedotto di Nerone, erhalten.
- Im Centro Orso wird über das Leben der Bären im nahen Parco Nazionale d’Abruzzo informiert (2008 geschlossen).

## Kulinarische Spezialitäten
Im Gebiet von Campoli werden die Trüffelarten Tuber aestivum, Tuber brumale und Tuber magnatum gefunden. Am dritten Wochenende im Juni findet das Fest des Schwarzen Trüffels und am dritten Wochenende im November das Fest des Weißen Trüffels statt.